# Tamurbek Dawletszin
Timurbek Dinmuchametowicz Dawletszin, ros. Тимурбәк Динмөхәммәт улы Дәүләтшин, tatar. Timurbək Dinmөxəmmət ulı Dəwlətşin (ur. w 1904 r. we wsi Zildiar w guberni ufimskiej, zm. 26 maja 1983 r. w Monachium) – tatarski emigracyjny działacz narodowy, wykładowca akademicki, publicysta i wydawca, propagandysta w służbie niemieckiej podczas II wojny światowej
W 1926 r. ukończył studia prawnicze na uniwersytecie w Kazaniu, zaś w 1930 r. w Moskwie. W 1933 r. został aspirantem. W latach 1934–1938 był rektorem Instytutu Naukowo-Badawczego w Ufie. Do 1941 r. wykładał jako profesor prawo państwowe we Wszechzwiązkowym Instytucie Prawniczym w Kazaniu. Jednocześnie stał na czele Prezydium Rady Najwyższej Tatarskiej Autonomicznej Socjalistycznej Republiki Radzieckiej. Po ataku wojsk niemieckich na ZSRR 22 czerwca 1941 r., został zmobilizowany do Armii Czerwonej. Wkrótce dostał się do niewoli. W 1942 r. wyszedł z obozu jenieckiego i zamieszkał w Berlinie. Współuczestniczył w rozpoczęciu wydawania propagandowego pisma "Idel-Ural", wychodzącego w języku tatarskim przy wsparciu Ostministerium Alfreda Rosenberga. Było ono skierowane do jeńców wojennych z Armii Czerwonej pochodzenia tatarskiego i Tatarów przebywających w Niemczech. Po zakończeniu wojny żył w zachodnich Niemczech. W 1947 r. był jednym z organizatorów Tatarsko-Baszkirskiego Komitetu Narodowego, stając na jego czele. Jednocześnie w latach 1951–1969 pracował jako naukowiec w Instytucie Badań nad ZSRR w Monachium. Wydawał też w latach 1952–1954 pismo "Azad Vatan". Był autorem pierwszego słownika tatarsko-niemieckiego. Napisał kilka książek o politycznej i ekonomicznej sytuacji ziem tatarskich pod władzą sowiecką, z których najsłynniejsza to "Советский Татарстан. Теория и практика ленинской национальной политики", wydana w Londynie w 1974 r.